# التحكم التام (رواية)
```
التحم التام
 (
بالإنجليزية
 Total Control) هي 
رواية جريمة
 كتبها 
ديفيد بالدتشي
. تم نشر الكتاب في البداية في 1 يناير 1997 بواسطة 
منذر الكتب
 Warner Books.
[
1
]
```

## نبذة عن الرواية
تعاني سيدني آرتشر من صدمة قوية عندما يختفي زوجها جاسون بشكل غامض في حادث تحطم طائرة متجهة من واشنطن إلى لوس أنجلوس، ينهار عالم سيدني آرتشر شبه المثالي. فقد كان لها طفلة مدللة٬ وهي محامية متفوقة تعمل على أحدث عملية دمج مشاريع شركة ترتن جلوبال وهي شركة متعددة الجنسيات عالية التقنية وظفت جاسون في مشاريع حاسوبية متفوقة.
```
كان جاسون آرتشر مديراً تنفيدياً شباً له مستفبل واعد في شركة ترتن جلوبان رائدة الصناعة التكنولوجية في العالم.ومصمماً على أن يجعل عائلته تعيش في أفضل مستوى، دخل آرتشر سراً في لعبة ممية، وختفى تاركاً خلفه زوجة كان لابد أن تميز بين كذبه وصدقه، وفريق بحت يريد أن يعرف سبب إنفجار طائرة التي كان من المفترض أن يكون على متنها.
[
2
]
```

لكن هذا ليس كل شيء؛ يشتبه مكتب التحقيقات الفيدرالية بأن الطائرة قد تم تخريبها وأن الجاني هو زوج سيدني، ومع ذلك، لا يمكن أن تقبل ذلك دون قتال. يجب على الزوجة المدمرة فرز الحقيقة من الأكاذيب، بمساعدة عميل مكتب التحقيقات الفدرالية المُخضرم، لي سوير.

## وصلات خارجية
- الموقع الرسمي